# Отто Абернетті
Отто Абернетті (нім. Otto Abernetty; 8 березня 1893, Штайнбек, Німецька імперія — 2 липня 1940, Шатоден, Франція) — німецький офіцер, генерал-майор люфтваффе (7 липня 1944; посмертно).

## Біографія
20 червня 1913 року поступив на службу фанен-юнкером в піхотний полк. Учасник Першої світової війни. В липні-жовтні 1915 року пройшов підготовку пілота-спостерігача. Після демобілізації армії продовжив службу в рейхсвері. З серпня 1928 по листопад 1930 року проходив секретну авіаційну підготовку в СРСР.
З 15 серпня 1939 року служив у штабі командувача авіаційними частинами групи армій «Північ». Учасник Польської кампанії. З 7 жовтня 1939 року служив у штабі командувача групи армій «B». З 5 листопада 1939 року — командувач авіаційними частинами 18-ї армії. Загинув у авіакатстрофі.

## Нагороди
- Залізний хрест 2-го і 1-го класу
- Нагрудний знак військового пілота (Пруссія)
- Пам'ятний знак пілота (Пруссія)
- Нагрудний знак «За поранення» в чорному
- Почесний хрест ветерана війни з мечами
- Медаль «За вислугу років у Вермахті» 4-го, 3-го, 2-го і 1-го класу (25 років)
- Нагрудний знак спостерігача